# HITS! THE TOWN
HITS! THE TOWN（ヒッツ・ザ・タウン）は、FM NACK5で放送されているラジオ番組である。
HMV大宮アルシェ店内のサテライトスタジオ、「STUDIO ARCHE」から公開生放送されている。

## 概要
1996年10月5日、DJ POKIが担当していた「レディオ・パイレーツ」の後番組として放送が開始され、開始当初は「スーパー・ヒット・オペレーション・電リクキング」というタイトルであったが、1998年4月4日から現在の番組名となり、2021年10月には番組開始25周年を迎えた長寿番組である。現在、1990年代以前より続く番組はこれとサンデーライオンズ、ファンキーフライデーのみである。
ショッピングモールやテーマパーク、イベント会場、秋には関東地方の大学の学園祭会場などから出張公開生放送を行うこともある。音楽番組であるため、通常は2組のゲストアーティストが登場し、その他複数のゲストが登場することがある。
本番組においては、X等の公式SNSアカウントが一切ない。そのため、公式ハッシュタグも存在しないが、Xのタイムラインでは、概ね「#hitstown」でポストされている。
番組放送中には次のようなSEがよく使われるのが特徴である。
- ピポピポピポン！ (正解音)
- ブ〜ッ！ (誤答音)
- バァン！ (殴打音)
- ボヨヨ〜ン

## パーソナリティ
- バカボン鬼塚（1996年10月 - ）
- 山口五和（2008年6月 - ）

後述のとおり2020年4月11日放送分よりリモート出演。 そのため、一部不参加のコーナーがあるが、2022年1月29日放送回からゲストコーナーに復帰している。2025年4月5月よりスタジオ出演に復帰。

### 過去のパーソナリティー
- 初代：ソニア（1996年10月 - 1998年3月）
- 2代目：大賀埜々（1998年4月 - 1999年9月）
- 3代目：maylee（1999年10月 - 2008年3月）

### 代演パーソナリティー
- 澤美代子（2007年3月3日）
- 岡本里奈（2008年4月12日、週替わり女性パーソナリティー）
- ZOE（2008年4月19日、週替わり女性パーソナリティー）
- 大友みなみ（2008年4月26日、週替わり女性パーソナリティー）
- 五十嵐れな（2008年5月3日、週替わり女性パーソナリティー）
- 小泉亜子（2008年5月10日、週替わり女性パーソナリティー）
- Lisa Halim（2008年5月17日、週替わり女性パーソナリティー）
- 岡本奈月（2008年5月24日、週替わり女性パーソナリティー）
- 吉田もも（2008年5月31日、週替わり女性パーソナリティー）
- 土屋滋生（2008年9月13日、バカボン鬼塚が夏休みのため）
- 杜野まこ（2010年11月13日、山口五和が休んだため）
- 福田萌（2011年3月19日、山口五和が休んだため）
- 楓（E-girls・Happiness、いずれも当時）（2017年1月7日、山口五和が休んだため）
- 佐藤晴美（E-girls・Flower、いずれも当時）（2017年1月7日、山口五和が休んだため）
- 夏江紘実（2017年2月4日、山口五和がインフルエンザ発症により休んだため）
- Dream Shizuka（2018年6月9日、山口五和が休んだため）
- 酒井直斗(2025年５月24日、バカボン鬼塚が体調不良により休んだため)

## 放送時間
- 土曜 12:55 - 17:55（1996年10月5日 - 2016年9月24日、2020年4月4日 - ）

### 過去の放送時間
- 土曜 15:00 - 17:55（2016年10月1日 - 2020年3月28日）

この期間は、15時まで「大野勢太郎の楽園ラジオ〜パワー全開!!〜」が編成されていたが、同番組の終了に伴い、再び従来の時間枠で放送されることになった。ただし、出張公開生放送等の場合には、従前通り12:55から放送されることがあった。

## タイムテーブル
2023年4月現在。時間はおおよそのもので、いずれも日本標準時（JST）。また、その週のゲストの組数、通販・イベントレポートの有無等で、編成が変更されることがある。このほか、コーナーの合間にテーマメッセージ、ふつおた、リクエスト曲が随時紹介されている。
13時台
- 12:55 - オープニング
- 13:35 - Sawa Yamaguchiのコロコロクイズ！ (出題)
- 13:45 - NACK5 TRAFFIC

14時台
- 14:00 - NACK5 NEWS（長島瑞穂アナウンサー担当、16時・番組終了後も担当）
- 14:05 - ゲストコーナー（その1）
- 14:45 - NACK5 TRAFFIC
- 14:50 ₋ Sawa Yamaguchiのコロコロクイズ！ (答え合わせ)

15時台
- 15:00 - 15時台オープニング
- 15:10 - 日常野郎 鬼ガイバー！
- 15:31 - HITS! THE TOWNリクエストチャートTOP10（10位・9位・8位）
- 15:45 - NACK5 TRAFFIC
- 15:50 - ウィークリーバカボン通信

16時台
- 16:00 - NACK5 NEWS
- 16:05 - ゲストコーナー（その2）[2]
- 16:45 - NACK5 TRAFFIC
- 16:50 - HITS! THE TOWNリクエストチャートTOP10（7位・6位）

17時台
- 17:00 - あまがみ神社
- 17:20 - HITS! THE TOWNリクエストチャートTOP10（5位・4位）
- 17:30 - NACK5 TRAFFIC
- 17:35 ₋ ズバッと解決 奥さんズ
- 17:40 - HITS! THE TOWNリクエストチャートTOP10 (3位・2位・1位)
- 17:50 - エンディング

## コーナー
これらのコーナー以外にも、ふつうのおたより（ふつおた）も募集されている。

### 現在のコーナー
メッセージテーマ
- 毎週メッセージテーマが設けられており、おおむね、「ざ・◯◯」(◯◯にはその日のテーマとなる単語が入る) と題される。

ゲストコーナー
- 14時台と16時台にそれぞれ1組ずつ迎えている。ただし、週によっては1組のみの場合、またはこれら以外の時間帯に登場することがある。
- 事前アンケートをもとに鬼塚・山口とゲストが1分間の一問一答を行う『1 Mimute Question』のパートがほぼ毎回あり、「ヒッツ名物」と謳われている。
- コーナーの時間は原則、トークと曲の紹介を含めて各時間帯の交通情報前までとされているが、番組の進行状況によっては、曲のオンエアが交通情報後となることがある。予定時間よりトークが長引いた際、鬼塚は「すいません、僕が喋りすぎちゃったんです」と発言し、ゲストの笑いを誘っている。
- 後述の通り、SURFACEの椎名慶治がゲスト出演すると、ほぼ毎回恐ろしいほどに時間が押す。そのトークの長さは、その日のその後の番組進行に影響を及ぼすほどである。場合によってはコーナーが急遽休止、リクエストチャートの各曲は短めにかける、もしくはサビのみのオンエア（サビ出し）となる。

HITS! THE TOWNリクエストチャートTOP10
- 放送日の15時までに届いたリクエストを集計し、上位10曲（週によっては5曲または休止）をオンエアする。
- 1位発表の前には、鬼塚による小芝居（通称：「おふざけタイム」）と、山口による2位までのチャートの振り返りがある。

Sawa Yamaguchiのコロコロクイズ！
- リスナー参加型のクイズコーナー。答えとなるキーワードを山口（本コーナーでは「言葉のイリュージョニスト：Sawa Yamaguchi」と称されている）に見せた後、鬼塚がサイコロを振り、その出た目の数に応じて、答えにまつわるヒントが山口から出される。概ね13時台後半に出題、14時台終盤に答え合わせとなる。
- 正解者の中から抽選で1名に、山口のメッセージ入りNACK5ステッカーがプレゼントされるが、正解者がいなかった場合には、まず、スタッフに1番答えが近いと判断された解答者に、それでも該当者がいなかった場合には、全投稿者の中からの抽選（通称「大抽選会」）となる。
- 答え合わせの際には数通の誤答が紹介された後に、正解の発表となる。そして正解とヒントとを照らし合わせてゆくのだが、一般的な思考ではどう考えても正解を導けない、すなわち山口の主観的要素しかないヒントが後を絶たず、そのようなヒントの解説の際には鬼塚から都度「知らんがな！」と呆れられている。
- 出張公開生放送の際は「Sawa Yamaguchiのヒキヒキクイズ!」と題し（サイコロではなく、1～6の数字が書かれた短冊形の紙を引く）、同様の要領で実施されている

日常野郎 鬼ガイバー！
- 2021年2月27日開始。当初は後述の「ドナルド」と入れ替わる形で始まった。なお、このコーナーに山口は参加しない。
- コーナー名の元ネタは「冒険野郎マクガイバー」。鬼塚扮する、アメリカのフェニックス財団に所属し、日常の悪と戦うニューヒーロー「アンガス・鬼ガイバー」が、財団に加わるエージェントを募集するためのミッション (お題) をリスナーに出題し、最もよい回答をした者をエージェントに選ぶ。
- ミッションのメインテーマは「日常のささいなピンチをどう乗り切るか？」である。(例えば、2021年10月16日の回は「正座をしていたら足がしびれて動けない。さぁ、どうする！？」）
- 鬼ガイバーはお題の「さぁ、どうする！？」を、「さぁ、バービブ！？」と読み上げるのがお決まりである。
- オープニングではSFボケ、サイエンスボケを募集していると告知されるが、実際はそれに限らず、投稿するリスナーそれぞれの趣味や専門分野をもとにした、個性的かつ多彩な回答が寄せられる。
- いわゆる下ネタが取り上げられることもあり、コーナーの最後にまとめて紹介されている。
- 読まれた回答の中で最もよかったものを決定し、エージェントの証としてNACK5ステッカーがプレゼントされる。基本は1名に贈られるが、2名以上選ばれることもある。

ウィークリーバカボン通信
- 通称「バカ通」。鬼塚のフリートークコーナーであり、最後に鬼塚おすすめの1曲が紹介されている。
- 鬼塚自身「リスナーに聞いてもらえないコーナーだと思っている」とのことだが、毎週、幅広いジャンルの音楽を紹介することもあり、人気のコーナーである。
- 番組の冒頭では、鬼塚がかつてペンネームとして使った「夢野午時 (ゆめのごとき) 」や、かつて所属していた「劇団メイクラブ」を含んだタイトルで紹介された後に、「バカ通だよ！」とツッコミが入るのが常となっている。

あまがみ神社
- 早口言葉ではなく「甘噛みしそうな普通の言葉」をリスナーから募集し、下読みなしで山口が読む。山口が甘噛みした言葉を送ったリスナーには、サイン入りNACK5ステッカーがプレゼントされる。定着はしていないが、「あまがみJJ」とも呼ばれる。
- 2020年4月11日からは山口がリモート出演しているため、「テレワーク・あまがみ神社」または「リモートワーク・あまがみ神社」とされており、スタジオの鬼塚が画面越しにお題の書かれたメールを山口に見せている。リモートの音質の関係から、鬼塚曰く「評価はかなり甘目」らしい。
- うまく読み上げることができた場合は正解音のSEが入る。一方、甘噛みしてしまった場合や読み上げることができても読み方や発音、アクセントが本来のものと著しく違った場合・一言も言えないまま時間切れの場合は、誤答音のSEが入った後に太鼓の音とともに「あまがみ様降臨」（甘噛みと神様を掛けている）というSEが流れる。山口は、時々そのフレーズとかけ離れた読み方をするため、リスナーやスタジオ内にいるスタッフの笑いを誘っている。
- コーナーの終盤では、鬼塚の「さあ、どうでしたか？今日は」というフリとともに山口のフリートークコーナーが始まる。内容は、山口の身近で起こった日常の出来事のほか、彼女の所属事務所であるLDHの広報から届いた宣伝ものにまでと多岐にわたる。しかし、そのトークの奇天烈さや支離滅裂さ、果ては質問の意図とはまるでかけ離れた回答で収拾がつかなくなり、最終的に鬼塚が困り果てて終わる、という流れが大半を占める。
- スペシャルウィーク（聴取率調査週間）では、正しく読めるたびに、

1. 山口が所属していたPASSIONの楽曲がかかる（2018年12月までは「REMEMBER ME」が流れ、2019年2月からは「HEARTBEAT」が流れる）
2. 鬼塚が違和感を漏らす
3. シンセサイザーの間奏パートに合わせて、鬼塚が奇声を発する
4. 殴音のSE
5. 鬼塚が息切れする

という展開が半ば定着していた。これをリスナーの間では「キーボードソロ祭り」や「RM祭り」と呼んでいる。このスペシャルウィークの放送時は他の週に比べ、なぜか山口の甘噛み率が低い。山口がリモート出演に切り替わった以降は行われていない。
ズバっと解決 奥さんズ
- 2018年12月1日放送のオープニングトークで鬼塚と山口が「奥さんズ」として主婦の口調で会話したことにリスナーから反響があったため、この週の放送よりコーナー化した。
- 翌週の12月8日以降は他のコーナーや曲の合間で突発的に行われており、奥さんズに扮した鬼塚と山口に対する質問をリスナーから募集している。
- 番組のオープニングでは「いつもどこかで奥さんズ」と告知し、コーナーの時間が不定であるかのように謳っているが、実際には番組終盤、17:30の交通情報直後に行われることがほとんどである。

ファンフラ公認パクリ逆電クイズコーナー「ドナルド」
- ボイスチェンジャーを使った、鬼塚扮する「ドナルド」というキャラクターが登場する逆電コーナーである。キャラクターは、FUNKY FRIDAYのコーナー、ミッキーのパクリである。コーナー誕生のきっかけは、鬼塚が小林克也に会ったとき、「パクっていいですか？」と聞いたところ、快くOKしてくれたことによる。そのため、番組内では「ファンフラ公認」と自称している。
- コーナーのオープニングでドナルドは「世界一の人気者であり、世界屈指の大金持ちであり、君らのクラブのリーダーである。」と名乗っている。またエンディングは、ドナルドが考えた即興歌で終了する。
- クイズと銘打っているものの、実質的にはドナルドとリスナーが電話でやりとりするコーナーであり、クイズはおまけである。最近はクイズ自体出題されなくなっており、リスナーのお悩み相談コーナーになっている。
- 放送枠が短縮されていた2016年10月から2020年3月にかけては、年間を通して10回も行われないコーナーであり、休止の場合は「ドナルドは全裸で〇〇のためお休み」とアナウンスされていた。
- 前述の「鬼ガイバー」の開始以降は、主に2ヵ月に1度のスペシャルウィーク (聴取率調査週間) に行われるようになり、「ドナルド子ども電話相談ルーム」と題して、電話出演するリスナーをキッズ層や学生に限定している。

長らく不定期コーナーとして続いてきたが、2024年4月20日放送分から、女性限定テレフォンコーナーとして月1回の定期コーナーとなった。理由としては、過去の放送でドナルドの女性人気が少なく、「もっと女性人気を上げたい」という鬼塚の希望により上記の形となった。

### 終了したコーナー
- mayleeのぺろっと行くわよっ！（2006年？頃）

あなたどなた？ (あなたどなたさま？) の前身コーナーで、mayleeがリスナーからのいろいろな相談に、その日の気分と毒舌で答えるコーナー。
鬼塚がmayleeの放送中のやる気がない態度に、何かさせようと思いつきで始めた。リスナーからの相談メールを鬼塚が読み、mayleeがその内容に対して無理やり答えるという趣旨で始まったが、mayleeのあまりの毒舌かつとんちんかんなアドバイスで相談メールが激減。後に出張公開放送などでコーナー休止が重なり、後述の「あなたどなた？」にコーナー変更された。
- あなたどなたさま？（2008年3月29日までは、あなたどなた？）

鬼塚にある有名人の顔写真を見せ、その人はどんな人なのかを週替わり女性パーソナリティーが質問する。そのやり取りをヒントに、リスナーがその有名人が誰なのかを当てるコーナー。正解者の中から抽選で1人に、パーソナリティーのどちらかが顔写真を見て描いた有名人の似顔絵が送りつけられる。2008年6月7日からは山口五和が正式にパーソナリティーに就任したため、この日で最終回となった。
mayleeが出演していた頃は、彼女が写真の有名人を知らないことが多く、時々やり取りがヒントにならないこともあった。
- ヌレローの答えてソウロウ

2009年3月28日の放送終了間際に生まれたキャラクター「ヌレロー」がリスナーの悩みに答える。
翌週4月4日の放送から新コーナーとして始まった。コーナー名の漢字は「ご想像にお任せ」とのこと。
- クイズ山口五和

2010年1月9日から開始したコーナー。山口の普段の行動、習慣、思考等からクイズを出題する。実際にあったことでありながら、わざとボケ回答を送るリスナーをも上回るような、突飛な行動・内容が答えであることが大半である。
正解したリスナーの中から抽選で1名に、山口のメッセージ付きNACK5ステッカーがプレゼントされる。そのメッセージ内容は、山口本人と当選者しか分からないことになっている。
コーナー自体の時間と、回答募集開始から締切までの時間がとても短く、中には出題から回答締め切りの時間まで約5分ほどの回もある。
あまりに突飛な行動、内容が答えであることから正解者0の週が大半を占め、ステッカーのプレゼントがなしになることから、ニアピンな回答をした人に対して抽選でプレゼントすることもある。
2011年夏に一時期、コーナー名が「クイズ山口五和に聞きました」に変更され、スタッフが山口に質問し、それを回答する形式がとられていたが、山口本人が考え、出題したほうが面白いことから数回しか実施されずに終了した。
以前から山口本人だけでなく、彼女の家族を題材にする時があったが、2012年の春になってから、急激にその回数が増えている。
- コミュコミュクラブ

マニアックなテーマに沿ったコミュニティを立ち上げ、リスナーからのメッセージを紹介する。BGMは米米CLUBの浪漫飛行。
- グチッター

リスナーの心の中に溜まっている愚痴を、コーナーナビゲーターの山"愚痴"五和が代わりに読んでいく。
おおむね1時間に1回、1通ずつ紹介する。
- ランク共和国

山口五和が2002年10月から2006年3月まで実際にMCとして出演していたTBSテレビ「ランク王国」のパロディ。
CGキャラクターの「サワ」とMCのバカボン鬼塚が、あらゆるテーマについてランキング形式で紹介する。ランキングはリスナーからのメッセージによって決まる。
「サワ」はあまりしゃべらないことが多く、MCがその役割を果たすことが多い。また、サワは時に自分のキャラクターを忘れて、普通に話している時がある。
番組内で何回かメッセージを紹介し、4時台後半に最終投票結果をランキングで発表する。

## エピソード

### maylee時代
- mayleeが前芸名の晶姫 (あき) から改名すると決まった際、新しい芸名をメッセージテーマとして募ったことがある (「maylee」に改名する旨は、番組の最後にマネージャーから電話越しでリスナーに伝わった)。
- インフルエンザで休んだ鬼塚の代役で出演した土屋滋生が、あまりにぬるい番組進行と、やる気がなく毒舌のmayleeに困惑してカルチャーショックを受け、それ以降仕事に対する姿勢が変わったという。その変わり様は当時「NACK ON TOWN」をともに担当していた澤美代子が動揺を隠せないほどであった。
- レポーターで出演した山本昇が「mayleeは怖い人」と噂に聞き、mayleeに対してビクビクしながら会話していたが、それがmaylee的に気に入らなかったらしく、山本昇を毛嫌いする様になった。以後2人は仲が良くないと囁かれる。
- 2005年10月、鬼塚が山梨のイベントに出演したため番組を休演し、maylee1人で番組を進行したことがある。その際、NACK5 TRAFFIC担当の森下からフォローが入った。
- 2006年3月11日にSURFACEがゲスト出演した際、まるで居酒屋のようなトークを繰り広げ、ゲスト枠過去最長出演時間を記録。さらに、2007年5月12日にSURFACEの椎名慶治が一人で出演した際は「Wikipediaに書かれた」と話しつつ、プロモーションと関係ない話題がほとんどを占めるトークを、50分以上に渡って繰り広げた。その後、2010年5月1日に再び出演した際も「またWikipediaに書かれちゃう」と話しつつ、ほぼプロモーションと無関係のトークを、またもや50分以上繰り広げている。その際、「今回がゲスト枠の最長時間記録であろう」との会話がなされた。
- mayleeが2006年の様ソニに出演した際、ゴージャスなティアラを身につけていたことが、年明けの放送で話題になった。
- 鬼塚の代役で柴田聡が出演した際、ドッキリとして玉川美沙が逆電で登場した。mayleeが玉川になかなか気づかず、柴田のヒントでようやく分かった。
- mayleeが「マグマ大使」を読み間違えたことをきっかけに、「マグロ大使」なるものが流行った。
- mayleeの「むぅーむぅー」 (ムームー) 発言がリスナーの間でなぜかウケ、挨拶として使われたり、「mayleeさん、むぅーむぅーと言ってください！」とメッセージが殺到したりしたが、mayleeが飽きたため、誰も言わなくなった。
- たまたまスタジオに観覧に来ていた、赤いセーターを着た見知らぬ人を「mayleeの影のSPだ」と鬼塚がネタで口にしたため、それ以降、リスナーからのメッセージでも「赤いセーターの人」「赤い悪魔」「赤シャツの人」とたびたびネタにされた。

### 山口五和時代
- 2010年11月13日の放送で、山口の代役で杜野まこが出演した。番組中「デビュー直前の杜野まこから居酒屋でサインをもらった」というリスナーからの投稿があった。杜野はこの投稿を事実と語り、感動していた。しかし、一緒に居酒屋に行った人のことを「親戚」としか語らず、自分との関係性をぼやかしたため、その後番組内で「彼氏といた」と鬼塚やリスナーにいじられていた。
- 2011年3月11日の東日本大震災の発生に伴い、3月12日から4月2日までは、スタジオアルシェでの公開生放送を中止して、JACK大宮のNACK5本社スタジオから放送した。
- 2011年6月18日の放送で、鬼塚が出演している「The Nutty Radio Show おに魂」で同時期に行った「おに魂総選挙」という企画で、鬼塚の順位が4位と振るわなかったことから、急遽この番組でも、鬼塚・山口・きっくん（チーフディレクター）で「HITS! THE TOWN総選挙」(3人の人気投票) を行った。しかし、約14年間番組を担当している鬼塚ときっくんは、当時、番組を担当して3年足らずだった山口に桁違いの差で負けてしまった。
  - また、その日の放送で、山口が過去にメンバーとして活動していたPASSION2000の「HEARTBEAT」がリクエスト曲として放送された。山口は知らないフリをして曲紹介をしようとしたが、すぐさま鬼塚に突っ込まれてしまう。過去の活動をさらけ出す羽目になった山口は放送中、ことあるごとに動揺した。さらに前述の「HITS! THE TOWN総選挙」で見事1位に選ばれ、栄光を称える意味でエンディングに再度「HEARTBEAT」が流されたことでとどめを刺され、壊れたような状態に陥った。
  - それ以降、スペシャルウィークの「あまがみ神社」では、甘噛みせずに読めた際にPASSIONの「REMEMBER ME」（2019年2月9日以降のスペシャルウィークでは「HEARTBEAT」）がかかり、そのたびに山口が動揺することが恒例となっている。
- 2011年8月は『HITS! THE TOHOKU SPECIAL』と題して、東北地方応援キャンペーンを展開した[3]。
- 山口とGOGOMONZのパーソナリティ―・横田かおりの天然ボケっぷりがよく似ていたため、「HITS! THE TOWNとGOGOMONZの区別がつきにくい」とリスナーからたびたびネタにされていた。
- 2019年（令和元年）10月12日は、令和元年東日本台風（台風19号）の接近による暴風雨に伴い、埼玉工業大学からの出張公開生放送を中止して、JACK大宮のNACK5本社スタジオから放送した (12:55 - 17:55)[4]。
- 2020年（令和2年）2月29日の放送から、新型コロナウイルス感染拡大防止のため、スタジオアルシェからの公開生放送を当面の間休止。3月21日の放送から、NACK5本社スタジオからの生放送に切り替わった。 [5][6]
- 2020年4月11日から、山口が自宅からのテレワークでの出演に変更となったため、コロコロクイズのサイコロを鬼塚が振る、あまがみ神社の際、画面越しにお題となるメールを映すなどの対応をしている。一方で山口は、自身の部屋に放送用の装飾を施していることが多く、たびたび鬼塚が気をとられることがある。
- 2020年10月31日は、土曜日午前の番組『Saturday Morning Radio おびハピ!』と合同で、FM NACK5 開局32周年記念特別番組『おびハピTOWN ～つながるラジオ～』を8:00～12:00・13:00～17:55[7]に放送[8]。
- 2021年（令和3年）9月18日は、12:55 - 15:00に特別番組「エネクル presents まいにちザキヤマ スペシャル」[9]が編成されたため、15:00 - 17:55に放送時間を短縮して放送。また、リクエストチャートTOP5も休止した。
- 2022年10月29日、駿河台大学の駿輝祭会場から「駿河台大学 presents HITS! THE TOWN SPECIAL」と題して出張公開生放送が行われた。コロナ禍を経てから初めての出張放送となったほか、2020年4月以降、自宅からのリモート出演を続けていた山口が約2年半ぶりに会場から生出演し、久々に生の姿をリスナーの前に見せた。[10]

#### あまがみ神社関連
- 2014年4月19日放送のあまがみ神社では、山口が投稿者の本名をお題と勘違いし読み上げた。「このようなことは番組史上初である」と鬼塚が述べている。
- 2017年5月13日放送のあまがみ神社で『エマニュエル・マクロン』を読み上げた際に、実際のスタジオでの仮名読みは余分な一文字『ん』を入れた以外問題なかったにもかかわらず、山口特有の滑舌の悪さで女性器の俗語に聞こえるような箇所があった。直後に鬼塚の必死なフォローが入り「あっぶねぇ。タイムフリーで聴いてみよう」と言わしめた。それ以降も「アルゼンチ○○ン（アルゼンチン人）」「い○○つだじん（一網打尽）」などといった俗語に聞こえかねない甘噛みをしており、2020年10月31日の特別番組で「にゃんこ、子にゃんこ、孫にゃんこ」は言えたにもかかわらず、そのあとに「孫まんきょ」と甘噛みした際には大量のブザー音SEと同時に鬼塚から「あの、これを甘噛みすると、放送できない言葉になっちゃうから」と注意された。
- 2018年（平成30年）1月28日（日曜日）には、NHKさいたま放送局とのコラボレーションイベント『NACKに初恋！埼玉ラジオフェス』[11]が埼玉県越谷市のイオンレイクタウンにて公開生放送で開催。あまがみ神社のコーナーが行われ、NHKアナウンサーの與芝由三栄が読み上げに挑戦した。この時は、與芝がNHKアナウンサーという事で、早口言葉のお題も出された。
- 2020年4月25日のあまがみ神社で、テレワーク出演中の山口とのFaceTimeの接続が突然切れるハプニングがあった。鬼塚がコーナーを強行しようとするも難航し、一旦CMに入って仕切り直した。その後、鬼塚は何事もなかったかのようにコーナーのタイトルコールから始めた。
- 2023年2月25日のあまがみ神社終盤のフリートークにて、山口がinstagramのアカウントを開設したことを明かした。[12]
- 2024年11月16日のあまがみ神社では「干し柿」を「テレ東」と読み違えた。鬼塚にも「薄目で見れば見えなくもないけど」などとひとしきりウケた。さらにアフタートークでもこのネタがぶり返された。
- 2024年11月23日の放送で、GIGOとNACK5とのコラボレーション景品、ボイス入キーホルダーの一つとして「あまがみ様降臨」が発売されたことがアナウンスされ、その音声が番組中で随所に効果的に使用された。

### その他
- トークの合間に流れるジングルは「ヒッツさん」と呼ばれ、親しまれている。
- 鬼塚が冷たいボンカレーに食パンを付けて食べる「パンin the カレー」を番組内で勧めたところ、反響が大きく、リスナーの間で流行した。
- 「りなだよ〜」「にゃんちゃんなの」など、半ば鬼塚の持ちネタのようになっているフレーズがリスナーからのメッセージによく書かれる。

## スタッフ
「The Nutty Radio Show おに魂」「Nutty Radio Show THE魂」と共通のスタッフが多い。
- チーフディレクター：菊池淳介 (きっくん)
「Nutty Radio Show THE魂」のチーフディレクター・水曜のディレクターも担当。
- ディレクター：高島くん
- 構成作家：宮原心 (みやちゃん)[13]
「Nutty Radio Show THE魂」の火曜日の構成も担当。
- AD：メグ